# Amélie de Montchalin
Pour les articles homonymes, voir Montchalin.
Amélie de Lombard de Montchalin, née Amélie Bommier, appelée Amélie de Montchalin, le 19 juin 1985 à Lyon, est une femme politique française.
Économiste de formation, elle travaille deux années dans le secteur privé pour Axa, avant de s'engager en politique en décembre 2016 avec En Marche. Elle est élue députée lors des élections législatives de 2017 dans la sixième circonscription de l'Essonne.
Le 31 mars 2019, elle est nommée secrétaire d’État chargée des Affaires européennes dans le second gouvernement d'Édouard Philippe, succédant à Nathalie Loiseau. Le 6 juillet 2020, elle est nommée ministre de la Transformation et de la Fonction publiques dans le gouvernement de Jean Castex. Le 20 mai 2022, elle est nommée ministre de la Transition écologique et de la Cohésion des territoires dans le gouvernement d'Élisabeth Borne.
Elle est de nouveau candidate aux élections législatives de 2022 dans la même circonscription : battue au second tour par le candidat socialiste Jérôme Guedj, elle quitte le gouvernement le 4 juillet 2022.
Elle est nommée ministre chargée des Comptes publics dans le gouvernement de François Bayrou le 23 décembre 2024.

## Biographie

### Famille et formation
Amélie Bommier naît dans le 8e arrondissement de Lyon et grandit en suivant les mutations professionnelles en France et à l'étranger de son père, Bernard Bommier, qui a occupé des postes de cadre supérieur chez Elf Aquitaine, ensuite Danone, puis Coca-Cola. Sa mère est infirmière et appartient à une famille d'agriculteurs du plateau de Saclay,.
Après avoir été élève au lycée Hoche à Versailles, puis étudiante en classe préparatoire au lycée privé Sainte-Geneviève, elle intègre HEC Paris en 2005. Elle obtient en parallèle une licence en histoire à l'université Paris-Sorbonne et une licence en économie appliquée à l'université Paris-Dauphine. Elle obtient un master en administration publique à la Harvard Kennedy School en 2014.
Amélie Bommier épouse Guillaume de Lombard de Montchalin, d'une famille subsistante de la noblesse française, d'abord consultant au Boston Consulting Group, puis chez Eurazeo.
Le couple a trois enfants,,,, elle est catholique pratiquante.

### Parcours professionnel
Elle travaille comme économiste junior chez Exane BNP Paribas, chargée de l'Europe pendant la crise de la zone euro, de 2009 à 2012 ; comme directrice de la prospective et du suivi des politiques publiques pour Axa (c'est-à-dire responsable de la stratégie de long terme et de ses échanges avec le G20, les banques centrales et les institutions européennes), de 2014 à 2017 ; ainsi que pour la Commission européenne,,,,,,. Challenges la présente comme une ex-lobbyiste chez Axa. Dans un article de 2017 du site Les Jours consacré aux « lobbyistes », Aurore Gorius écrit que, en plus des plus jeunes députés « sans complexe à l’égard des lobbies », plusieurs figures de la majorité parlementaire ont aussi pratiqué l’influence, dont Amélie de Montchalin qui « fut en charge des affaires publiques de l’assureur AXA pendant les trois années précédant son élection ».

## Parcours politique

### Proche de l'UMP puis LR
Elle effectue un stage à l'Assemblée nationale en 2007 auprès de Valérie Pécresse,, ce qui la conduit à travailler pour la campagne présidentielle de Nicolas Sarkozy. Elle suit Valérie Pécresse au ministère de l’Enseignement supérieur et de la Recherche.
En parallèle de son activité professionnelle, elle contribue aux réflexions de certains cadres de l’UMP, devenue Les Républicains. Le webmédia Contexte précise qu'« elle a fait passer des notes sur ses sujets — investissement, conduite des réformes, budget ou encore logement — à la motion de centre droit La Boîte à idées, au collectif de hauts fonctionnaires et de cadres Les Éclaireurs, puis à l’entourage d’Alain Juppé pendant la campagne pour la primaire de 2016. » Elle participe ainsi à la conception du programme économique d’Alain Juppé.

### Députée LREM de laXVelégislature

#### Élection
Son époux Guillaume de Montchalin, en poste au sein de Boston Consulting Group, contacte l'équipe de campagne d'Emmanuel Macron afin d’organiser des rencontres professionnelles lors du lancement de la campagne en juin 2016,. Amélie de Montchalin rejoint En marche en décembre 2016, après la défaite d'Alain Juppé lors de la primaire de la droite, attirée par l'engagement européen d'Emmanuel Macron. Après avoir reçu l'investiture de LREM, elle est élue députée de la sixième circonscription de l'Essonne, où elle a des attaches familiales, avec 61,34 % des voix au second tour contre Françoise Couasse, candidate UDI-LR. Le sortant Jérôme Guedj, député de la circonscription entre 2012 et 2014, qui était suppléant de François Lamy et l'avait remplacé, avait été éliminé dès le premier tour.
Elle fait partie des nouveaux députés LREM issus du milieu de l'entreprise, et séduits par le côté « start-up » d’En marche ! (s'inspirant du fonctionnement managérial et du langage de l'entreprise,). Elle est présentée dans la presse comme libérale,,. Selon Romaric Godin de Mediapart, « Amélie de Montchalin incarne de façon chimiquement pure la pensée économique du macronisme ».

#### Coordinatrice du groupe LREM à la commission des Finances

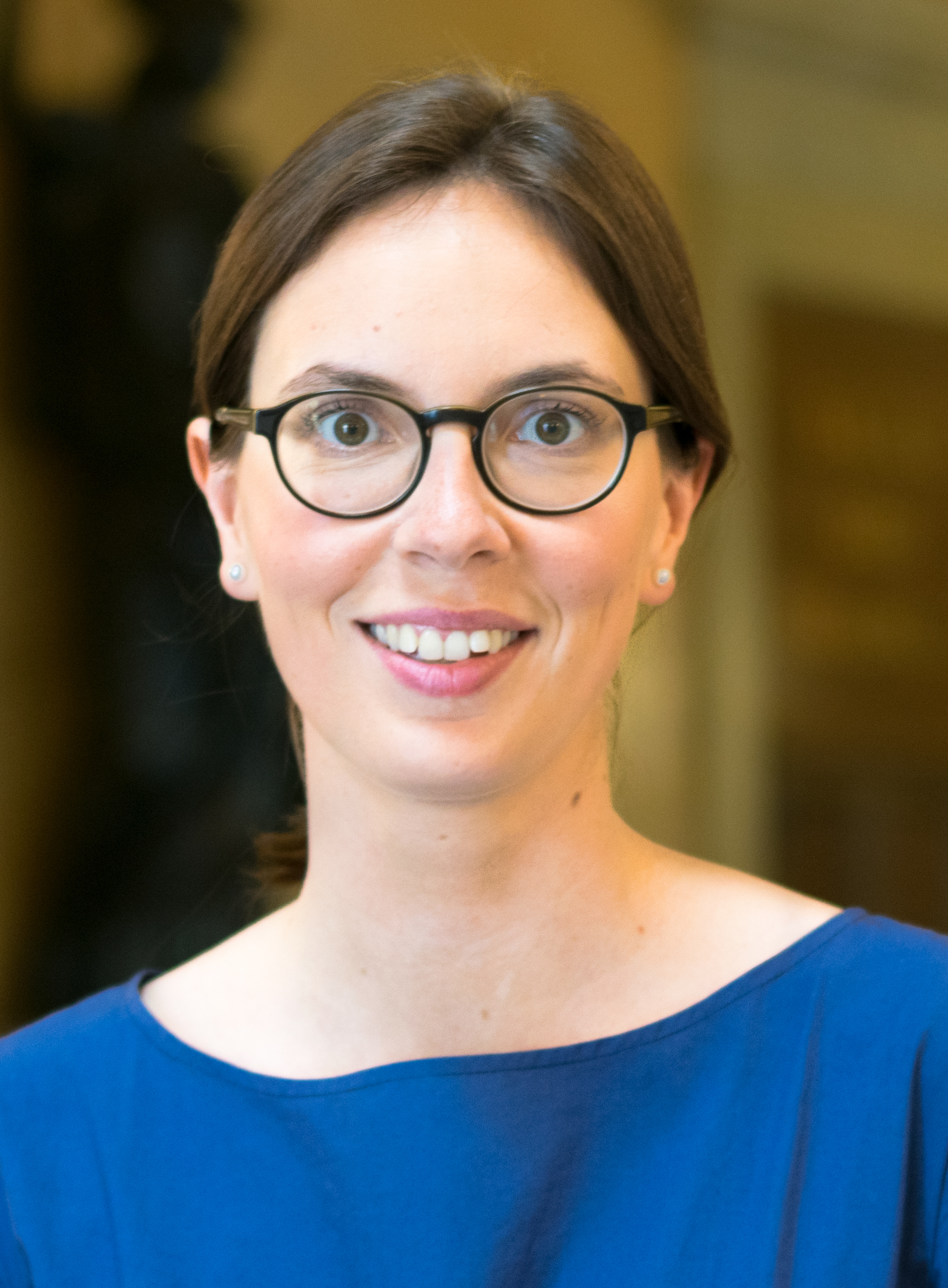
Amélie de Montchalin en 2017.

Au début de la législature, elle est la coordinatrice (« whip ») du groupe La République en marche pour la commission des Finances. Choisie à ce poste par l'entourage de Richard Ferrand, elle est la première femme à occuper un tel rôle à l'Assemblée nationale. Son rôle est de faire respecter les consignes de vote au sein de son parti, de s'assurer qu'il y ait toujours une majorité pour LREM lors de chaque vote et d'assurer la liaison avec les ministres Bruno Le Maire et Gérald Darmanin,,.
Elle est également rapporteure du projet de loi de finances pour 2018. Elle fait part de sa satisfaction à l'égard de la suppression de l'impôt sur la fortune, considérant que cet impôt constituait un frein à l'investissement en France, et se prononce pour une forte baisse de la dépense publique ainsi que pour le maintien de l'indexation du SMIC sur l’inflation.
Cheffe de file de LREM pour le projet de loi de finances pour 2019, elle coordonne à l'été 2018 la commande à des centres de recherche publics de six études visant à préparer le projet de loi de finances 2019, ce qui constitue une « démarche inédite » selon Les Échos. Avec Jean-Noël Barrot, elle milite pour le renforcement des moyens d'évaluation et du contrôle du pouvoir législatif, et souhaite créer une « unité de chiffrages » indépendante, qui pourrait contre-expertiser les mesures portées par l'exécutif et chiffrer les propositions d'origine parlementaire. La Chaîne parlementaire indique qu'« elle a obtenu en partie gain de cause puisque le président de l'Assemblée nationale a annoncé en février le projet Leximpact, un logiciel qui doit permettre de simuler l'impact des amendements sur les lois de finances ».
En janvier 2018, elle organise un « grand rendez-vous de l’investissement productif » à l’Assemblée nationale, auquel participent Édouard Philippe et Bruno Le Maire, en fixant pour objectif de « doubler la part de l'épargne des Français qui va dans les PME », alors de 5 milliards d'euros, pour qu'elle atteigne 10 milliards d'ici la fin du quinquennat,. Les intermédiaires financiers conviés au colloque proposent 120 propositions, comme le développement de l'épargne retraite collective et individuelle, la refonte du produit Euro-croissance ou la simplification des conditions de commercialisation des plans d'épargne en actions pour les rendre plus attractifs. À l'issue de cet événement, quatre groupes de travail sont mis en place réunissant des banques, des assurances, des gestions de fonds, des intermédiaires et conseillers financiers, et ayant vocation à alimenter le projet de loi relatif à la croissance et la transformation des entreprises (dit Pacte), ainsi que le projet de loi de finances. Amélie de Montchalin invite notamment les banquiers à inciter leurs clients à modifier leurs réflexes d'épargne pour investir dans les fonds propres de petites et moyennes entreprises.
En juillet 2018, elle est coautrice d’un rapport sur l’évaluation du financement public de la recherche dans les universités, qui recommande la mise en place d'une loi de programmation pluriannuelle de la recherche.
Elle est rapidement présentée comme « une des figures montantes de la majorité »,. Le Monde indique qu'elle est considérée, avec Gabriel Attal, comme l'une des deux députés de la majorité les plus talentueux. Le média en ligne Contexte estime, dans un portrait en octobre 2017, qu'elle « s’est déjà imposée comme « la » spécialiste en matière économique au sein de la majorité », et indique qu'elle est « une femme consultée et estimée dans son camp ». Selon 20 Minutes, « les députés de l’opposition lui reconnaissent une grande maîtrise des sujets financiers ». La Chaîne parlementaire souligne que « son rôle de coordinatrice tout comme sa volonté de ne jamais sortir de la ligne officielle se reflètent dans son travail législatif. Auteure ou cosignatrice d'environ 650 amendements, elle n'a jamais mis au vote un amendement allant contre l'avis de son groupe, préférant retirer ceux qui recueillaient un avis défavorable ». Ses détracteurs critiquent son comportement autoritaire au poste de coordinatrice de la commission des Finances,.
Au bout de six mois de législature, elle est la 7e députée la plus active selon le classement établi par Capital. À l'automne 2017, son nom est évoqué pour entrer au second gouvernement Édouard Philippe en remplacement de Benjamin Griveaux en tant que secrétaire d'état au ministère de l'Économie, mais Delphine Gény-Stephann lui est finalement préférée,. En février 2018, le jury du Trombinoscope la désigne députée de l'année 2017.
En septembre 2018, après la nomination de François de Rugy au gouvernement, elle soutient Richard Ferrand pour lui succéder à la présidence de l'Assemblée nationale. Une fois ce dernier élu, elle se porte candidate pour lui succéder à la présidence du groupe LREM. Elle est éliminée au premier tour de scrutin, arrivant en troisième position sur sept candidats avec 45 voix ; au second tour, elle soutient Gilles Le Gendre face à Roland Lescure.

#### Première vice-présidente du groupe LREM
Après l'élection de Gilles Le Gendre, elle devient première vice-présidente du groupe LREM à l'automne 2018, chargée d'animer le réseau des coordonnateurs des commissions. Elle quitte ainsi son poste de coordinatrice de la commission des Finances, Bénédicte Peyrol lui succédant,. Elle apparaît alors comme la plus connue des nouveaux vice-présidents. Challenges estime que « sa nomination est une gageure tant elle fait figure d’épouvantail pour « l’aile gauche » d’En marche ». Gilles Le Gendre la présente comme « [sa] numéro 2 sur tous les sujets, (…) une autre moi-même ».
En novembre 2018, elle propose, avec Joël Giraud, rapporteur général de la commission des Finances, la suppression de plusieurs niches fiscales dans le budget 2019 de l'État.

### Secrétaire d'État chargée des Affaires européennes

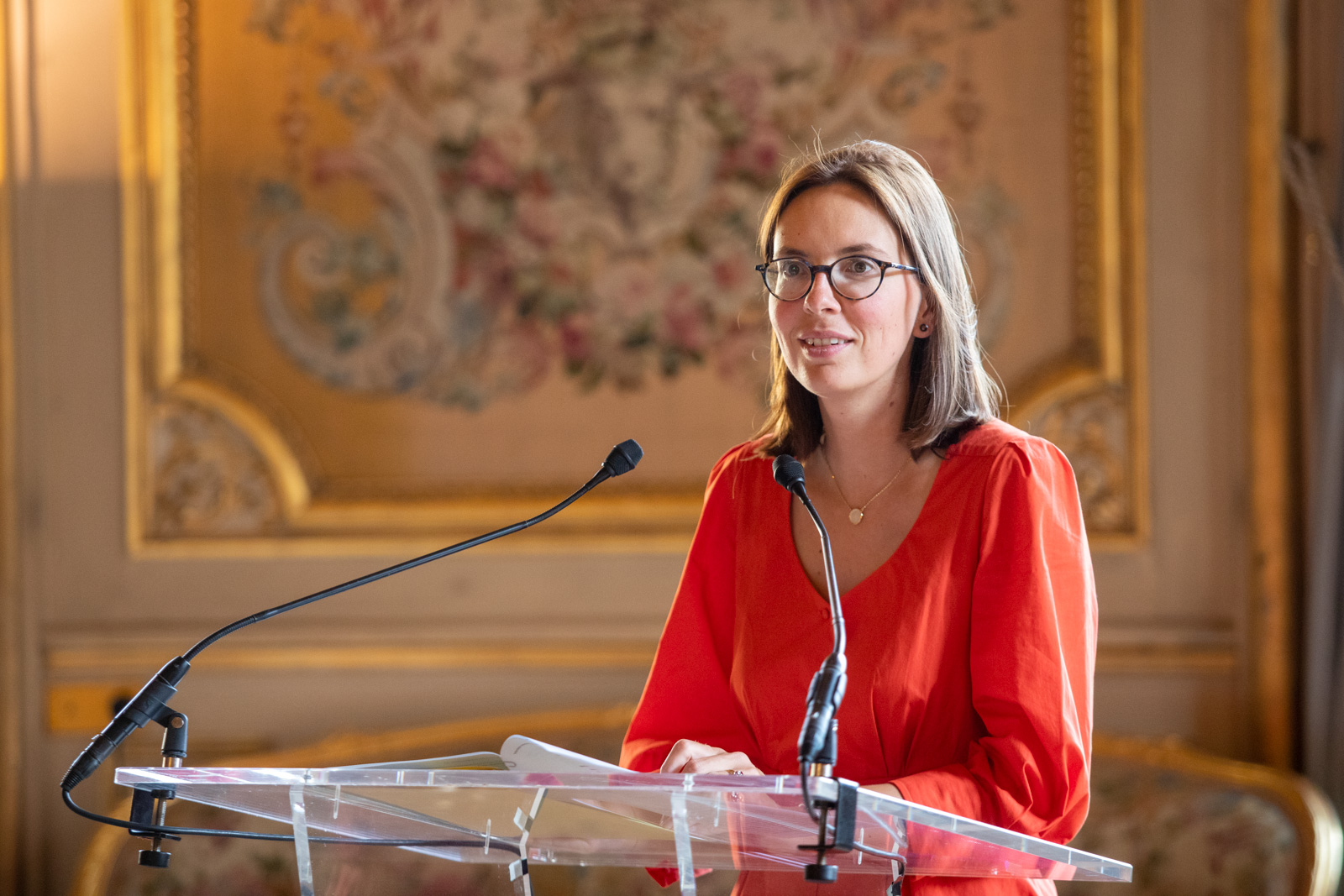
Amélie de Montchalin au Quai d'Orsay.

Elle est nommée en mars 2019 en remplacement de la ministre Nathalie Loiseau, avec le rang de secrétaire d'État. Sa nomination est une surprise, alors que Clément Beaune, conseiller du président, était évoqué comme favori pour le poste. Boris Melmoux-Eude, auditeur à la Cour des comptes et chef de bureau au ministère de l'Économie et des Finances, est son directeur de cabinet.
Alors que le gouvernement autrichien plaide pour un nouveau traité institutionnel européen qui donnerait moins de poids à l’Union européenne sur la formation des lois, Amélie de Montchalin déclare, à l'issue d'un entretien avec son homologue Karoline Edtstadler, que l’objectif de la France « n'est pas de changer les traités » mais « que l’Europe marche mieux ». Elle se félicite par ailleurs du retour d’un gouvernement « progressiste, proeuropéen » à la tête de l'Autriche, alors que la coalition du chancelier fédéral Sebastian Kurz a substitué Les Verts à l'extrême droite du Parti de la liberté (FPÖ) comme partenaire de coalition après les élections législatives de 2019.
Dans la perspective de la sortie du Royaume-Uni de l'Union européenne, elle affirme que la France sera « extrêmement vigilante » dans les négociations à venir avec le Royaume-Uni sur la protection de ses entreprises, agriculteurs et pêcheurs, et que le « zéro tarif douanier, zéro quota » souhaité par Londres devra être garanti par un « zéro dumping »,.

### Ministre de la Transformation et de la Fonction publiques
Le 6 juillet 2020, Amélie de Montchalin est nommée ministre de la Transformation et de la Fonction publiques dans le gouvernement Jean Castex, sous la première présidence d'Emmanuel Macron. L'intitulé de son ministère fait écho aux propos d'Emmanuel Macron lors de son allocution du 14 juin 2020, évoquant la « transformation » du secteur public comme un des axes centraux de son « nouveau chemin ». Dans un entretien de mars 2018, elle-même, évoquant le statut des fonctionnaires comme une entrave aux recrutements, réclamait une « transformation managériale » pour « redonner des marges de manœuvre dans la gestion quotidienne, et donc une forme de liberté dans le recrutement des profils par exemple ». Elle a également en charge de veiller à la rapidité de l’exécution des politiques publiques concernant l'ensemble des ministères. Elle conserve Boris Melmoux-Eude comme directeur de cabinet.
Fin 2020, elle porte le projet de loi d'accélération et simplification de l'action publique (ASAP), qui comporte des mesures de simplification administrative pour les particuliers et de facilitation à l'implantation industrielle des entreprises.
En 2021, elle porte un projet d'ordonnance qui contient les principales mesures de la réforme de la haute fonction publique, dont la transformation en 2022 de l’École nationale d’administration (ENA) en un Institut national du service public (INSP) (avec une moindre importance accordée au classement), l’extinction de nombreux corps de hauts fonctionnaires et la création d'un corps unique, celui des administrateurs de l’État,. L'objectif, selon Le Monde, est « de promouvoir des carrières qui s’organiseront autour de missions et du mérite, plutôt que selon l’ancienneté et un statut ». Public Sénat relève que « le sujet de l’avenir de la fonction préfectorale s’est bien hissé sur le haut de la pile des interrogations autour de cette réforme, qui entend notamment élargir la base des recrutements des grands cadres de l’État et mettre fin à ces logiques de carrières rigides et tracées d’avance » : en réponse, Amélie de Montchalin dément toute volonté de « supprimer une institution qui remonte à Napoléon », ou de « politiser les préfets ».

### Ministre de la Transition écologique et de la Cohésion des territoires
Le 20 mai 2022, Amélie de Montchalin est nommée ministre de la Transition écologique et de la Cohésion des territoires dans le gouvernement Élisabeth Borne, sous la seconde présidence d'Emmanuel Macron.
Sa nomination à ce poste fait l'objet de critiques, notamment en raison de ses prises de position passées et de ses votes, en tant que députée, sur certains sujets liés à l'écologie (interdiction du glyphosate, arrêt de l'incitation à l'huile de palme, indemnisation des victimes de pesticides, interdiction des pesticides à proximité des habitations, etc.).
De plus, la loi ASAP, qu'elle a défendue en tant que ministre, est accusée de défaire le droit de l'environnement en réduisant l'information du public, les études d'impact et en autorisant le démarrage des travaux sans autorisation environnementale dans le cadre d'implantations industrielles.

### Élections législatives de 2022
Aux élections législatives de 2022, Amélie de Montchalin est candidate à sa réélection dans la sixième circonscription de l'Essonne, tandis que l'Élysée annonce que tous les ministres candidats aux élections législatives devront démissionner de leur poste s'ils ne sont pas élus. Le 12 juin, elle est en ballottage défavorable à l'issue du premier tour avec 31,46 % des voix, derrière le candidat de la Nouvelle Union populaire écologique et sociale (NUPES), Jérôme Guedj (38,31 %). Le lendemain, elle se fait remarquer par une sortie violente à l'encontre de la NUPES, qualifiant ses candidats d'« anarchistes d'extrême gauche » qui promettent « aux Français […] la soumission à des idées antisémites ».
Le 19 juin, à l'issue du second tour, malgré le soutien de plusieurs maires et le renfort de personnalités du gouvernement, comme Bruno Le Maire et Gabriel Attal, Amélie de Montchalin est battue par Jérôme Guedj, avec 46,3 % des suffrages.
À la suite de sa défaite, elle quitte son poste au gouvernement.

### Autres fonctions
Le 23 novembre 2022, en Conseil des ministres, Amélie de Montchalin est nommée ambassadrice, représentante permanente de la France auprès de l'Organisation de coopération et de développement économiques,. Elle succède à ce poste à Muriel Pénicaud.
Elle est membre du conseil de l’ECFR.

### Ministre des Comptes publics
Amélie de Montchalin est nommée ministre chargée des Comptes publics dans le gouvernement de François Bayrou le 23 décembre 2024.

## Distinctions
- 2018 : Young Leader de la French-American Foundation[70].
- 2021 : Young Global Leaders du Forum économique mondial[71]

## Pour approfondir